# Kup Krešimira Ćosića 1999./2000.
Kup Krešimira Ćosića 1999./2000. bilo je deveto po redu košarkaško kup natjecanje u Hrvatskoj. Na završni turnir, koji je odigran u Zagrebu u Košarkaškom centru Dražen Petrović od 15. do 17. ožujka 2000. godine, plasirali su se KK Cibona (Zagreb), KK Zadar (Zadar), KK Jadransko osiguranje (Šibenik) i KK Split Croatia osiguranje (Split).

## Natjecateljski sustav
U završnom dijelu natjecanja sudjelovalo je 16 momčadi. Od 1. kruga do završnog turnira igralo se po dvostrukom kup sustavu (parovi su igrali po dvije utakmice tako da je prolaz u sljedeći krug ostvarila momčad koja je postigla više koševa u obje utakmice).

## Rezultati
| 1. krug (5. i 12. listopada 1999.)             | prva utakmica | uzvratna utakmica | ukupno     |
| ---------------------------------------------- | ------------- | ----------------- | ---------- |
| Karlovac (Karlovac) - Omiš Galeb (Omiš)        | 95:55         | 91:65             | (186:120 ) |
| Istra (Pula) - Europatrade (Zagreb)            | 91:103        | 78:110            | (169:213)  |
| Belišće (Belišće) - Sava osiguranje (Rijeka)   | 68:87         | 63:80             | (131:167)  |
| Kandit Olimpija (Osijek) - Petrinja (Petrinja) | 91:52         | 75:48             | (166:100)  |

U 2. krug su se izravno plasirali: KK Svjetlost Brod, KK Zrinjevac, KK Zagreb i KK Jadransko osiguranje
| 2. krug (listopad - prosinac 1999.)                        | prva utakmica | uzvratna utakmica | ukupno    |
| ---------------------------------------------------------- | ------------- | ----------------- | --------- |
| Svjetlost Brod (Slavonski Brod) - Kandit Olimpija (Osijek) | 84:75         | 68:78             | (152:153) |
| Karlovac (Karlovac) - Zrinjevac (Zagreb)                   | 64:71         | 76:78             | (140:149) |
| Europatrade (Zagreb) - Zagreb (Zagreb)                     | 72:85         | 73:103            | (145:188) |
| Jadransko osiguranje (Šibenik) - Sava osiguranje (Rijeka)  | 65:59         | 98:95             | (163:154) |

U četvrtzavršnicu su se izravno plasirali: KK Zadar, KK Cibona VIP, KK Split Croatia osiguranje i KK Benston
| četvrtzavršnica (prosinac 1999. i siječanj 2000.)     | prva utakmica | uzvratna utakmica | ukupno    |
| ----------------------------------------------------- | ------------- | ----------------- | --------- |
| Zadar (Zadar) - Zagreb (Zagreb)                       | 89:53         | 63:59             | (152:112) |
| Kandit Olimpija (Osijek) - Cibona VIP (Zagreb)        | 67:87         | 53:99             | (120:186) |
| Zrinjevac (Zagreb) - Split Croatia osiguranje (Split) | 81:89         | 69:79             | (150:168) |
| Jadransko osiguranje (Šibenik) - Benston (Zagreb)     | 82:72         | 74:77             | (156:149) |

| poluzavršnica (Zagreb, 15. ožujka 2000.)               | rezultat |
| ------------------------------------------------------ | -------- |
| Zadar (Zadar) - Jadransko osiguranje (Šibenik)         | 85:62    |
| Cibona VIP (Zagreb) - Split Croatia osiguranje (Split) | 64:54    |

| završnica (Zagreb, 17. ožujka 2000.) | rezultat |
| ------------------------------------ | -------- |
| Cibona VIP (Zagreb) - Zadar (Zadar)  | 62:71    |

## Osvajači Kupa
Košarkaški klub Zadar: Arijan Komazec, Scott Stewart, Marko Popović, Hrvoje Perinčić, Jurica Žuža, Darko Krunić, Jurica Ružić, Kristijan Ercegović, Tomislav Ružić, Dino Rađa (trener: Ivica Burić)

## Statistika
- najbolji igrač završnog turnira: Dino Rađa (Zadar)
- najbolji strijelac završnog turnira: Dino Rađa (Zadar) 58 koševa

## Poveznice
- A-1 liga 1999./2000.
- A-2 liga 1999./2000.
- B-1 liga 1999./2000.